# Asterix & Obelix XXL 2: Mission: Las Vegum
„Asterix & Obelix 2: Mission: Las Vegum“ е електронна игра за компютър и PlayStation 2, излязла през 2005 г., продължение на „Asterix & Obelix XXL“. Играта е разработена от „Étranges Libellules“ и издадена от компанията „Атари“.
Видеоиграта се основава на известната комикс поредица за галския войн Астерикс. Главни персонажи в игровия сюжет са Астерикс и Обеликс, които се опитват да спасят своя приятел Панорамикс в измисления хазартен град Лас Вегум. Те са придружавани от различни образи, чрез които се правят забавни препратки към други класически игри, както серията от комикси и филми иронизира популярни исторически фигури. Сценарият на играта е написан от френския създател на комикси Николас Пучи.
Продуктът излиза първо в Европа, заради по-ниската популярност на съответния франчайза в Америка и Япония. През 2006 г. играта е реализирана за Nintendo DS и PlayStation Portable под името „Asterix & Obelix XXL 2: Mission: Wifix“, като са прибавени тъч-скрийн, мини игри и Wi-Fi функционалност.